# Liste der Auszeichnungen und Nominierungen von Red Velvet

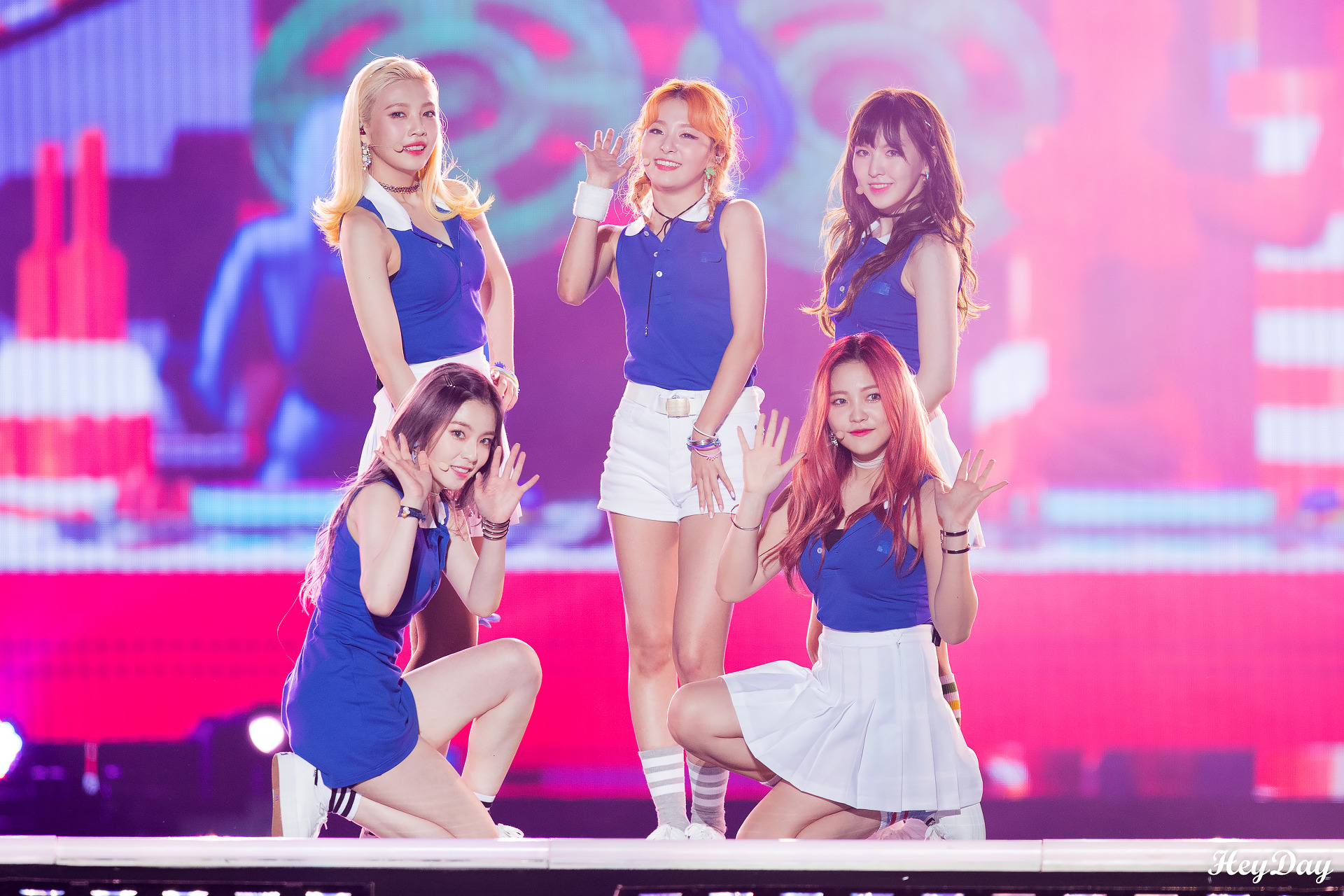
Red Velvet beim Hallyu Festival in Incheon 2016.

Diese Liste ist eine Übersicht über die Auszeichnungen und Nominierungen von Red Velvet, eine südkoreanische Girlgroup die 2014 von S.M. Entertainment gegründet wurde. Am 27. März 2015, sieben Monate nach ihrem offiziellen Debüt, gewann die Gruppe ihre erste Auszeichnung bei der südkoreanischen Musik Show Music Bank mit ihrer Debüt-EP Ice Cream Cake.

## Korea

### Gaon Chart Music Awards
Die Gaon Chart Music Awards ist eine große Musik-Preisverleihung die jährlich von Gaon Chart veranstaltet wird.
| Jahr | Kategorie                    | Für              | Resultat  |
| ---- | ---------------------------- | ---------------- | --------- |
| 2014 | New Artist of the Year       | Red Velvet       | Nominiert |
| 2015 | Hot Performance of the Year  | Red Velvet       | Gewonnen  |
| 2015 | Popular Singer of the Year   | Red Velvet       | Nominiert |
| 2015 | Song of the Year (September) | Dumb Dumb        | Nominiert |
| 2016 | Song of the Year (September) | Russian Roulette | Nominiert |

### Golden Disc Awards
Die Golden Disk Awards ist eine 1987 gegründete Musikpreis-Verleihung, die jährlich von der Music Industry Association of Korea für herausragende Leistungen in der Musikindustrie in Südkorea veranstaltet wird.
| Jahr | Kategorie            | Für              | Resultat  |
| ---- | -------------------- | ---------------- | --------- |
| 2015 | Digital Bonsang      | Happiness        | Nominiert |
| 2015 | New Artist Award     | Red Velvet       | Gewonnen  |
| 2016 | Digital Bonsang      | Ice Cream Cake   | Gewonnen  |
| 2016 | Disk Bonsang         | The Red          | Nominiert |
| 2017 | Digital Bonsang      | Russian Roulette | Nominiert |
| 2017 | Disk Bonsang         | Russian Roulette | Nominiert |
| 2017 | Ceci Asia Icon Award | Red Velvet       | Gewonnen  |
| 2017 | Popularity Award     | Red Velvet       | Nominiert |

### Melon Music Awards
Die Melon Music Awards ist eine Musikpreis-Verleihung die jährlich in Südkorea von LOEN Entertainment über ihren Online-Musikdienst, Melon, veranstaltet wird.
| Jahr | Kategorie          | Für              | Resultat  |
| ---- | ------------------ | ---------------- | --------- |
| 2014 | Newcomer Award     | Red Velvet       | Nominiert |
| 2015 | Best Female Dance  | Ice Cream Cake   | Gewonnen  |
| 2016 | Top 10 Artists     | Red Velvet       | Gewonnen  |
| 2016 | Artist of the Year | Red Velvet       | Nominiert |
| 2016 | Best Music Video   | Russian Roulette | Gewonnen  |
| 2016 | Best Female Dance  | Russian Roulette | Nominiert |
| 2017 | Top 10 Artists     | Red Velvet       | Gewonnen  |

### Mnet Asian Music Awards
Die Mnet Asian Music Awards (abgekürzt als MAMA), ehemals "M.net KM Music Festival" (MKMF) (1999–2008), ist eine K-Pop Musikpreis-Verleihung die jährlich von Mnet Media in Südkorea veranstaltet wird.
| Jahr | Kategorie                             | Für              | Resultat  |
| ---- | ------------------------------------- | ---------------- | --------- |
| 2015 | Best Dance Performance – Female Group | Ice Cream Cake   | Gewonnen  |
| 2015 | UnionPay Song of the Year             | Ice Cream Cake   | Nominiert |
| 2016 | HotelsCombined Artist of the Year     | Red Velvet       | Nominiert |
| 2016 | Best Female Group                     | Red Velvet       | Nominiert |
| 2016 | HotelsCombined Song of the Year       | Russian Roulette | Nominiert |
| 2016 | Best Dance Performance - Female Group | Russian Roulette | Nominiert |
| 2017 | Best Female Group                     | Red Velvet       | Gewonnen  |
| 2017 | Best Dance Performance - Female Group | Red Flavor       | Nominiert |
| 2017 | Qoo10 Song of the Year (Daesang)      | Red Flavor       | Nominiert |

### Seoul Music Awards
Die Seoul Music Awards ist eine 1987 gegründete Musikpreis-Verleihung, die jährlich von Sports Seoul für herausragende Leistungen in der Musikindustrie in Südkorea veranstaltet wird.
| Jahr | Kategorie            | Für              | Resultat  |
| ---- | -------------------- | ---------------- | --------- |
| 2015 | Bonsang              | Red Velvet       | Nominiert |
| 2015 | New Artist Award     | Red Velvet       | Gewonnen  |
| 2015 | Popularity Award     | Red Velvet       | Nominiert |
| 2015 | Hallyu Special Award | Red Velvet       | Nominiert |
| 2016 | Bonsang              | Ice Cream Cake   | Gewonnen  |
| 2016 | Popularity Award     | Red Velvet       | Nominiert |
| 2016 | Hallyu Special Award | Red Velvet       | Nominiert |
| 2017 | Bonsang              | Russian Roulette | Gewonnen  |
| 2017 | Popularity Award     | Red Velvet       | Nominiert |
| 2018 | Bonsang              | Red Velvet       | Gewonnen  |

### Korean Music Awards
Die Korean Music Awards ist eine Musikpreis-Verleihung die jährlich in Südkorea veranstaltet wird. Die Preisverleihung fand erstmals im Jahr 2004 statt und ehrt die musikalischen Leistungen der Musikkünstler im vergangenen Jahr. Die Gewinner werden von einer Jury aus Musikkritikern, Radio-Programmdirektoren und anderen Fachleuten aus der Musikbranche entschieden.

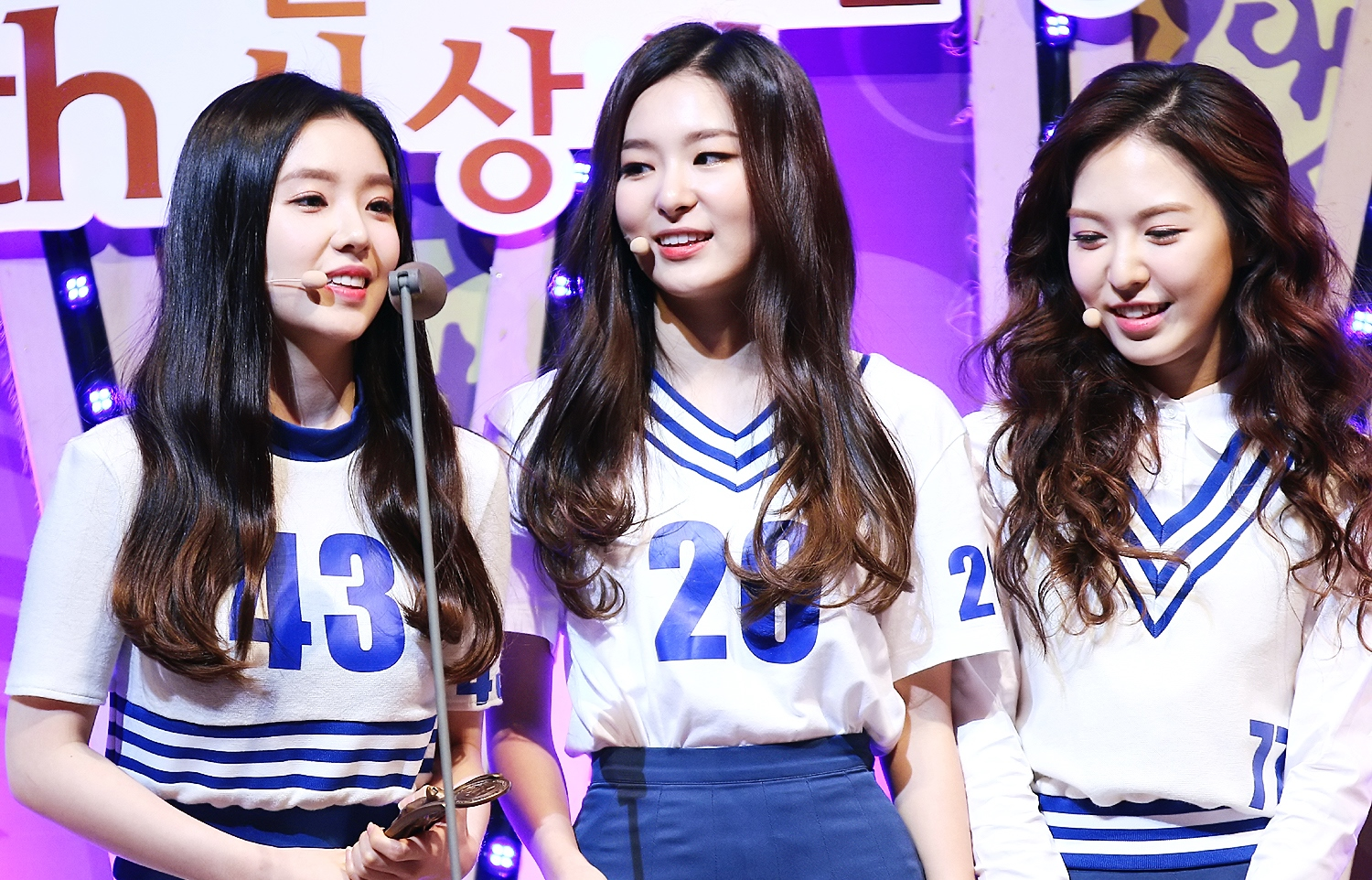
Red Velvet bei den Korean Entertainment Art Awards 2015.

| Jahr | Kategorie     | Für              | Resultat  |
| ---- | ------------- | ---------------- | --------- |
| 2017 | Best Pop Song | Russian Roulette | Nominiert |
| 2018 | Best Pop Song | Red Flavor       | Gewonnen  |

### Korean Entertainment Arts Awards
| Jahr | Kategorie              | Für        | Resultat |
| ---- | ---------------------- | ---------- | -------- |
| 2015 | Best Rookie Award      | Red Velvet | Gewonnen |
| 2016 | Netizen's Choice Award | Red Velvet | Gewonnen |
| 2017 | Best Female Group      | Red Velvet | Gewonnen |

### Asia Artist Awards
Die Asia Artist Awards ist eine Preisverleihung, die von den südkoreanischen globalen Medienunternehmen StarNews und MTN veranstaltet wird. Es ehrt hervorragende Leistungen und internationale Beiträge asiatischer Künstler in den Bereichen Fernsehen und Musik.
| Jahr | Kategorie                              | Für        | Resultat  |
| ---- | -------------------------------------- | ---------- | --------- |
| 2016 | Most Popular Artists (Singer) - Top 50 | Red Velvet | 27. Platz |

## Andere Auszeichnungen
| Jahr                           | Kategorie                   | Für        | Resultat  |
| ------------------------------ | --------------------------- | ---------- | --------- |
| SBS MTV Best of the Best       |                             |            |           |
| 2014                           | Best New Artist             | Red Velvet | Nominiert |
| 2014                           | Best Remake Song            | Be Natural | Gewonnen  |
| SBS Gayo Daejun                |                             |            |           |
| 2014                           | Best New Artist             | Red Velvet | Nominiert |
| Simply K-Pop Awards            |                             |            |           |
| 2015                           | Best Performance Girl Group | Red Velvet | Gewonnen  |
| MBC Music Show Champion Awards |                             |            |           |
| 2015                           | Best Performance Girl Group | Dumb Dumb  | Nominiert |

## Musikshows

### Music Bank
| Jahr | Datum       | Song                |
| ---- | ----------- | ------------------- |
| 2015 | 27. März    | Ice Cream Cake      |
| 2016 | 25. März    | One of These Nights |
| 2017 | 10. Februar | Rookie              |
| 2017 | 17. Februar | Rookie              |
| 2017 | 21. Juli    | Red Flavor          |

### Inkigayo
| Jahr | Datum         | Song                |
| ---- | ------------- | ------------------- |
| 2015 | 29. März      | Ice Cream Cake      |
| 2015 | 20. September | Dumb Dumb           |
| 2016 | 27. März      | One of These Nights |
| 2016 | 25. September | Russian Roulette    |
| 2017 | 12. Februar   | Rookie              |
| 2017 | 19. Februar   | Rookie              |
| 2017 | 23. Juli      | Red Flavor          |

### The Show
| Jahr | Datum         | Song                |
| ---- | ------------- | ------------------- |
| 2015 | 31. März      | Ice Cream Cake      |
| 2015 | 15. September | Dumb Dumb           |
| 2016 | 22. März      | One of These Nights |
| 2016 | 13. September | Russian Roulette    |
| 2016 | 20. September | Russian Roulette    |
| 2017 | 7. Februar    | Rookie              |

### Show Champion
| Jahr | Datum         | Song                |
| ---- | ------------- | ------------------- |
| 2015 | 1. April      | Ice Cream Cake      |
| 2015 | 16. September | Dumb Dumb           |
| 2016 | 23. März      | One of These Nights |
| 2016 | 21. September | Russian Roulette    |
| 2017 | 8. Februar    | Rookie              |
| 2017 | 15. Februar   | Rookie              |
| 2017 | 19. Juli      | Red Flavor          |

### M! Countdown
| Jahr | Datum         | Song                |
| ---- | ------------- | ------------------- |
| 2015 | 2. April      | Ice Cream Cake      |
| 2015 | 17. September | Dumb Dumb           |
| 2015 | 24. September | Dumb Dumb           |
| 2016 | 24. März      | One of These Nights |
| 2016 | 15. September | Russian Roulette    |
| 2016 | 22. September | Russian Roulette    |
| 2017 | 9. Februar    | Rookie              |
| 2017 | 16. Februar   | Rookie              |
| 2017 | 20. Juli      | Red Flavor          |

### Show! Music Core
| Jahr | Datum    | Song           |
| ---- | -------- | -------------- |
| 2015 | 4. April | Ice Cream Cake |
| 2017 | 22. Juli | Red Flavor     |